# 상주우체국
상주우체국은 경상북도 상주시 전역을 관할하는 경북지방우정청 소속의 우체국이다.

## 기본 정보
- 우편번호: 37190
- 주소: 경상북도 상주시 중앙로 227

## 연혁
- 1896년 8월 10일: 상주우체사로 개국(농상공부령6호 고시
- 1905년 3월 9일: 부산우체국 상주출장소개소
- 1907년 1월 1일: 상주우편국
- 1950년 1월 12일: 상주우체국으로 개칭
- 1971년 2월 15일: 4급관서로 승격
- 1982년 1월 1일: 공사업무 분리 및 5급관서로 직제개편
- 1995년 11월 2일: 현청사 신축
- 1997년 10월 1일: 편제개편 (관리과, 영업과, 업무과, 지도실)
- 2000년 10월 25일 : 집배광역화를 위해 상주시 모동면, 청리면, 외남면 우편구역을 옥산우체국으로 통합[1]
- 2001년 5월 1일: 편제개편(영업과, 우편물류과, 마케팅지원실)
- 2001년 10월 8일: 집배광역화를 위해 상주시 낙동면, 사벌면, 외서면, 내서면(낙서리, 신촌리, 고곡리, 노류리, 북장리, 서만리, 서원리, 평지리), 중동면 우편구역을 상주우체국으로 통합[2]
- 2002년 1월 14일: 집배광역화를 위해 상주시 이안면, 공검면 우편구역을 함창우체국으로 통합[3]
- 2003년 7월 7일: 편제개편(영업과, 우편물류과, 지원과, 경영지도실)
- 2012년 1월 1일: 편제개편(영업과, 우편물류과, 경영지도실)
- 2012년 7월 2일: 화령우체국을 상주화서우체국으로, 함창우체국을 상주함창우체국으로, 낙동우체국을 상주낙동우체국으로, 옥산우체국을 상주공성우체국으로, 모동우체국을 상주모동우체국으로, 화북우체국을 상주화북우체국으로, 상촌우체국을 상주상촌우체국으로 명칭 변경[4]
- 2014년 1월 1일: 우편구역을 다음과 같이 고시[5]

| 배달국         | 배달구역                                           | 구역번호                                        |
| -------------- | -------------------------------------------------- | ----------------------------------------------- |
| 상주우체국     | 상주시, 낙동면 · 내서면 · 사벌면 · 중동면 · 외서면 | 37122 ~ 37129 37134 ~ 37136 37148 ~ 37253       |
| 상주함창우체국 | 함창읍 · 이안면 · 은척면 · 공검면                  | 37103 ~ 37121 37130 ~ 37133                     |
| 상주화서우체국 | 화북면 · 화남면 · 화동면 · 화서면 · 모서면         | 37100 ~ 37102 37137 ~ 37147 37270 37275 ~ 37276 |
| 상주공성우체국 | 공성면 · 외남면 · 청리면 · 모동면                  | 37254 ~ 37269 37271 ~ 37274                     |

- 2014년 7월 28일: 우편구역을 다음과 같이 변경 고시[6]

| 변경전         | 변경전 | 변경전                                    | 변경후         | 변경후                                           | 변경후                      |
| 배달국         | 배달구역 | 배달구역                                  | 배달국         | 배달구역                                         | 배달구역                    |
| 배달국         | 행정구역 | 구역번호                                  | 배달국         | 행정구역                                         | 구역번호                    |
| -------------- | --- | ----------------------------------------- | -------------- | ------------------------------------------------ | --------------------------- |
| 상주우체국     | 상주시 동지역, 사벌면 · 중동면 · 내서면 · 외서면(대전리 제외) · 낙동면(비룡리 · 수정리 · 신오리 · 용포리 · 유곡리 제외) | 37122 ~ 37129 37134 ~ 37136 37148 ~ 37253 | 상주우체국     | 상주시 동지역, 사벌면 · 중동면 · 내서면 · 낙동면 | 37122 ~ 37129 37148 ~ 37253 |
| 상주함창우체국 | 함창읍 · 이인면 · 은척면 · 공검면, 외서면 대전리                                                                        | 37103 ~ 37121 37130 ~ 37133               | 상주함창우체국 | 함창읍 · 이인면 · 은척면 · 공검면 · 외서면       | 37103 ~ 37121 37130 ~ 37136 |
| 상주공성우체국 | 공성면 · 외남면 · 청리면 · 모동면, 낙동면(비룡리 · 수정리 · 신오리 · 용포리 · 유곡리)                                   | 37254 ~ 37269 37271 ~ 37274               | 상주공성우체국 | 공성면 · 외남면 · 청리면 · 모동면                | 37254 ~ 37269 37271 ~ 37274 |

- 2015년 1월 1일: 관할 상주무양동우체국이 우체국 합리화 대상국으로 지정되어 폐국[7]
- 2015년 7월 1일: 4.5급관서로 승격
- 2021년 3월 1일 : 우편구역을 다음과 같이 고시[8]

| 배달국         | 배달구역                                          | 구역번호                                        |
| -------------- | ------------------------------------------------- | ----------------------------------------------- |
| 상주우체국     | 상주시 동 전체, 낙동면 · 내서면 · 사벌면 · 중동면 | 37122 ~ 37129 37148 ~ 37253                     |
| 상주함창우체국 | 함창읍 · 이안면 · 은척면 · 공검면 · 외서면        | 37103 ~ 37121 37130 ~ 37136                     |
| 상주화서우체국 | 화북면 · 화남면 · 화동면 · 화서면 · 모서면        | 37100 ~ 37102 37137 ~ 37147 37270 37275 ~ 37276 |
| 상주공성우체국 | 공성면 · 외남면 · 청리면 · 모동면                 | 37254 ~ 37269 37271 ~ 37274                     |

- 2021년 9월 1일 : 상주상촌우체국이 상주낙동우체국과 통폐합되어 폐국[9], 상주상촌우편취급국 신설[10]

## 관할 우체국
| 우체국명           | 사진 | 주소                                   | 비고                                                        |
| ------------------ | ---- | -------------------------------------- | ----------------------------------------------------------- |
| 상주계림우편취급국 |      | 경상북도 상주시 상산로 344             |                                                             |
| 상주공검우체국     |      | 경상북도 상주시 공검면 양정1길 47      |                                                             |
| 상주공성우체국     |      | 경상북도 상주시 공성면 공성중앙로 29   | 2012년 7월 2일 옥산우체국에서 명칭 변경                     |
| 상주낙동우체국     |      | 경상북도 상주시 낙동면 영남제일로 89-1 | 2012년 7월 2일 낙동우체국에서 명칭 변경                     |
| 상주내서우체국     |      | 경상북도 상주시 내서면 낙서1길 62      |                                                             |
| 상주모동우체국     |      | 경상북도 상주시 모동면 용호1길 19      | 2012년 7월 2일 모동우체국에서 명칭 변경                     |
| 상주모서우체국     |      | 경상북도 상주시 모서면 백화로 1374     |                                                             |
| 상주무양동우체국   |      | 경상북도 상주시 삼백로 80              | 2015년 1월 1일 폐국                                         |
| 상주사벌우체국     |      | 경상북도 상주시 사벌국면 덕담1길 88    |                                                             |
| 상주상촌우체국     |      | 경상북도 상주시 낙동면 상촌1길 34      | 2012년 7월 2일 상촌우체국에서 명칭 변경 2021년 9월 1일 폐국 |
| 상주상촌우편취급국 |      | 경상북도 상주시 낙동면 장천로 460      | 2021년 9월 1일 신설                                         |
| 상주외남우체국     |      | 경상북도 상주시 외남면 청동로 1        |                                                             |
| 상주외서우체국     |      | 경상북도 상주시 외서면 가곡1길 9       |                                                             |
| 상주은척우체국     |      | 경상북도 상주시 은척면 봉중1길 19      |                                                             |
| 상주이안우체국     |      | 경상북도 상주시 이안면 무운로 1485     |                                                             |
| 상주중동우체국     |      | 경상북도 상주시 중동면 오상1길 16      |                                                             |
| 상주청리우체국     |      | 경상북도 상주시 청리면 청리중앙로 143  |                                                             |
| 상주함창우체국     |      | 경상북도 상주시 함창읍 함창중앙로 109  | 2012년 7월 2일 함창우체국에서 명칭 변경                     |
| 상주화동우체국     |      | 경상북도 상주시 화동면 이소1길 36-3    |                                                             |
| 상주화북우체국     |      | 경상북도 상주시 화북면 문장로 1713     | 2012년 7월 2일 화북우체국에서 명칭 변경                     |
| 상주화서우체국     |      | 경상북도 상주시 화서면 화령북2길 5     | 2012년 7월 2일 화령우체국에서 명칭 변경                     |

## 조직
- 경영지도실
- 영업과
- 우편물류과